# Dobó Enikő
Dobó Enikő (Tatabánya, 1991. május 3. –) magyar színésznő.

## Életpályája
1997-2005 között a balatonfüredi Bem József Általános Iskola ének-zene tagozatán tanult. 2005-2009 között a Pápai Református Kollégium Gimnáziumának tanulója volt. 2009-2014 között a Kaposvári Egyetem színművész szakán tanult (osztályfőnöke Kelemen József volt). 2014-2019 között a kecskeméti Katona József Színház tagja volt. 2019-2022 között a Vígszínház színésznője volt.

## Fontosabb színházi szerepei
- Presser Gábor – Sztevanovity Dusán – Horváth Péter: A padlás (Kölyök)
- Dés László – Geszti Péter – Békés Pál: A dzsungel könyve (Túna)
- Jean-Baptiste Moliére: Képzelt beteg (Angyalka, Argan leánya)
- Joe Masteroff – John Kander – Fred Ebb: Kabaré (Sally Bowles) – 2021
- Gaetano Donizetti – Wolfgang Amadeus Mozart – Gioacchino Rossini: Túl az Óperencián – 2019
- Barabás Tibor- Darvas Szilárd – Gádor Béla: Állami áruház (Bezzegh Ilonka, eladó a női konfekció osztályon) – 2019
- Szirmai Albert – Bakonyi Károly – Gábor Andor: Mágnás Miska (Rolla) – 2019
- Charles Chaplin: A diktátor (Hilda/Nővér 2) – 2018
- Kálmán Imre: A cirkuszhercegnő (Fedora Palinska hercegnő) – 2018
- Michael Frayn: Függöny Fel! (Brooke Ashton) – 2017/2018
- Federico García Lorca: Vérnász (Menyasszony) – 2017/2018
- Leo Stein – Kálmán Imre: Csárdáskirálynő (Vereckey Szilvia, Sanzonett) – 2017/2018
- Szép Ernő: Vőlegény (Kornél, Papa És Anya Lánya) – 2016/2017
- Donizetti – Németh Virág: A Manóvizsga (Kacska) – 2016/2017
- Anton Pavlovics Csehov: Apátlanul (Platonov) (Marja Jefimovna Grekova, Fiatal Lány) – 2016/2017
- Szirmai Albert – Bakonyi Károly – Gábor Andor: Mágnás Miska (Rolla Grófnő ) – 2016/2017
- Kacsóh Pongrác – Bakonyi Károly – Heltai Jenő: János Vitéz (Francia Királylány) – 2016/2017
- Kocsis L. Mihály – Cseke Péter: Újvilág Passió (Mária Magdolna) – 2015/2016
- Robert Harling: Acélmagnóliák (Shelby Eatenton-Latcherie, A Világ Legcsinosabb Lánya) – 2015/2016
- Marc Camoletti: Boeing, Boeing (Janet) – 2015/2016
- Tolcsvay László – Müller Péter – Müller Péter Sziámi: Isten Pénze (Belle) – 2015/2016
- Németh Virág: Borban Él Az Élet (Szereplő) – 2015/2016
- Illés Zenekar – Szente Vajk: Tied A Világ! (Szereplő) – 2015/2016
- G. A. Rossini – Németh Virág: És Közben Szól A Dal... (Cserefes Dézi) – 2014/2015
- Vörösmarty Mihály: Csongor És Tünde (Rókalány) – 2014/2015
- Bolba Tamás – Szente Vajk – Galambos Attila: Csoportterápia (Jetti) – 2014/2015
- Zerkovitz Béla – Szilágyi László: Csókos Asszony (Pünkösdi Kató) – 2014/2015
- Jules Verne: Cirkuszkocsival A Sarkvidéken (Kishercegnő, Uszkár, Franciska) – 2014/2015
- Arisztophanész: Lüszisztraté (Nő 2) – 2013/2014
- Muszty Bea – Dobay András: Macvedel A Kalózkísértet (Orsi, Viki Testvére) – 2013/2014
- Ray Cooney: Páratlan Páros 2. (Vicky Smith) – 2013/2014
- G. A. Rossini: Hamucipőcske
- A’la Rossini (Angelina, A Hamucipőcske) – 2013/2014
- Peter Buckman: Most Mindenki Együtt (Jenny) – 2013/2014
- Kálmán Imre – Julius Brammer – Alfred Grünwald: Marica Grófnő (Liza, Török Péter Húga) – 2013/2014
- Heltai Jenő: Naftalin (Milka) – 2012/2013
- Kaffka Margit: Hangyaboly (Pável Marika) – 2012/2013
- Euripidész: ...Volt Egyszer Egy Helené (Kar, Kar) – 2012/2013
- Rose Reginald: Tizenkét Dühös Ember (Szereplő) – 2011/2012

## Filmes és televíziós szerepei
- Parázs a szívnek (2018)
- A rossz árnyék (2018)
- Ruben Brandt, a gyűjtő ...Marina (hangja)
- Jóban Rosszban (2020) ...Hajdú Csilla
- Csoportterápia (2022) ...Jetti
- Drága örökösök – A visszatérés (2023) ...Szellős Szimonetta
- Valami Amerika (2023) ...Helga

## Szinkronszerepei

### Film3
| Cím                                                      | Szereplő                           | Színésznő                |
| -------------------------------------------------------- | ---------------------------------- | ------------------------ |
| Falworth fekete pajzsa                                   | Meg                                | Barbara Rush             |
| Feketelistán (2. szinkron)                               | Dorothy Nolan                      | Patricia Wettig          |
| A sivatag románca                                        | Simone                             | Pascale Bussières        |
| Sylvia (2. szinkron)                                     | Doreen                             | Lucy Davenport           |
| Altatódal                                                | Andi                               | Jadyn Strand             |
| Januári esküvő                                           | June Fraser                        | Brooke D' Orsay          |
| Megszállva                                               | Nővér (hangja)                     | Mónica Chapparo          |
| Öt emelet boldogság                                      | Mrs. Vincent                       | Liza J. Bennett          |
| Vadcsapáson                                              | Eva                                | Sarah Shahi              |
| Aljas nyolcas                                            | Gemma                              | Belinda Owino            |
| A fák tengere                                            | Ügyintéző                          | Ryoko Seta               |
| Ferenc pápa – Buenos Airestől a Vatikánig                | Renata                             | Jimena Anganuzzi         |
| A grizzly birodalma                                      | Amber                              | Kelly Curran             |
| A homár                                                  | Orrvérzéses nő                     | Jessica Barden           |
| A lány, aki hétköznapi akart lenni                       | Noelia                             | Núria Gago               |
| Lánytesók                                                | Hae-Won                            | Greta Lee                |
| SuperBob                                                 | Lisa                               | Camilla Beeput           |
| A szerelem gyerekkel jön                                 | Claire                             | Alice de Lencquesaing    |
| Ave, Cézár!                                              | Gloria DeLamour                    | Natasha Basset           |
| Batman Superman ellen – Az igazság hajnala               | Kahina Ziri Önmaga                 | Wunmi Mosaku Nancy Grace |
| A Belko-kísérlet                                         | Leota Hynek                        | Gail Bean                |
| Hivatali karácsony                                       | Allison                            | Vanessa Bayer            |
| Kocsmatúra                                               | Beth                               | Hannah Simone            |
| Magántulajdon (1. szinkron)                              | Liz                                | Leanne Lapp              |
| Másodállás                                               | Karine                             | Anabel Lopez             |
| Pénzes cápa                                              | Arlene                             | Olivia Luccardi          |
| Pusszantlak, drágám! – A film                            | Claudia asszisztense               | Beattie Edmondson        |
| Szövetségesek                                            | Louise                             | Charlotte Hope           |
| Tökös ötös                                               | Sophie                             | Jéromine Chasseriaud     |
| A vád tanúja                                             | Romaine Heilger                    | Andrea Riseborough       |
| 47 méter mélyen                                          | Kate                               | Claire Holt              |
| Amerikai bérgyilkos                                      | Katrina                            | Charlotte Vega           |
| Élesítve                                                 | Romley asszisztense                | Jessica Boone            |
| Elit játszma                                             | Shelby                             | Madison McKinley         |
| Hegyek között                                            | Vacsoravendég                      | Bethany Brown            |
| Hét nővér                                                | Anya                               | Marie Everett            |
| Kipörgetve                                               | Devin                              | Gaia Weiss               |
| Körök                                                    | Skye                               | Aimee Teegarden          |
| Nyomd, Bébi, nyomd!                                      | Debora                             | Lily James               |
| Rögtönzött szerelem (1. szinkron)                        | Denise                             | Celeste Arias            |
| Szárnyas fejvadász 2049                                  | Prosti                             | Krista Kosonen           |
| Tulipánláz                                               | Carolijn                           | Daisy Lowe               |
| Wind River – Gyilkos nyomon                              | Natalie                            | Kelsey Asbille           |
| Bosszúvágy                                               | Bethany                            | Kirby Bliss Blanton      |
| Éjszakai játék                                           | Madison                            | Natasha Hall             |
| Az ember, aki megölte Don Quixote-t                      | Angelica                           | Joana Ribeiro            |
| Gringo                                                   | Nelly                              | Paris Jackson            |
| Hívatlanok 2. – Éjjeli préda                             | Dollface                           | Emma Bellomy             |
| Hotel Mumbai                                             | Nisha                              | Marietta Valsan          |
| Hurrikán meló                                            | Laurie                             | Natacha Karam            |
| Legendás állatok – Grindelwald bűntettei                 | Nagine                             | Claudia Kim              |
| Marvel szuperhősök – Fekete Párduc: Wakandai gondok      | Shuri (hangja)                     | Daisy Lightfoot          |
| Mielőtt a kávé kihűl                                     | Kijokave Fumiko                    | Haru                     |
| Pál, Krisztus apostola                                   | Octavia                            | Alexandra Vino           |
| Szellemek háza                                           | Ruby Price                         | Laura Brent              |
| Tomb Raider                                              | Sophie                             | Hannah John-Kamen        |
| Tűzgyűrű: Lázadás                                        | Jules Reyes                        | Adria Arjona             |
| Zéró páciens                                             | Janet                              | Agyness Deyn             |
| Árva Brooklyn                                            | Hosztesz a Formosában              | Erica Sweany             |
| Átmenő forgalom                                          | Priscilla Connoly                  | Sophie Lowe              |
| A barbárokra várva                                       | A lány                             | Gana Bayarsaikhan        |
| Dermesztő hajsza                                         | Kim Dash                           | Emmy Rossum              |
| Értelem, érzelem és a hóemberek                          | Ella Dashwood                      | Erin Krakow              |
| A halál tava                                             | Sonja                              | Sophia Lie               |
| Halálos iramban: Hobbs és Shaw                           | Margarita                          | Eiza González            |
| Határtalan éj                                            | Bertsie                            | Cheyenne Barton          |
| Hazugok és tolvajok                                      | Elyse                              | Emily Ratajkowski        |
| Közvetlen célpont                                        | Taryn                              | Teyonah Parris           |
| Örömóda                                                  | Bethany                            | Melissa Rauch            |
| Spanviadal                                               | Nikki                              | Lucie Guest              |
| Undipofik                                                | Tuesday (hangja)                   | Bebe Rexha               |
| Vágyaim vonzásában                                       | Olivia Cartwright                  | Emilija Baranac          |
| Volt egyszer egy... Hollywood                            | Sharon Tate                        | Margot Robie             |
| 365 nap                                                  | Laura Biel                         | Anna-Maria Sieklucka     |
| Az alany                                                 | Jess Rivas                         | Anabelle Acosta          |
| Bloodshot                                                | KT                                 | Eiza González            |
| Gyilkos tudat                                            | Alice                              | Megan Vincent            |
| Hotel Belgrád                                            | Julija Makarovna                   | Aleksandra Kuzenkina     |
| Karácsonyi hadgyakorlat                                  | Sunshine                           | Bethany Brown            |
| Kutyák és macskák 3. – A mancs parancs                   | Hal (hangja)                       | Andrea Libman            |
| Lassie hazatér                                           | Franka                             | Jana Pallaske            |
| Pieces of a Woman                                        | Anita                              | Iliza Shlesinger         |
| Rémálmom a háziúr                                        | Lydia                              | Caroline Harris          |
| Rózsa-sziget                                             | Gabriella                          | Matilda De Angelis       |
| Szökés Pretoriából                                       | Daphne                             | Ratidzo Mambo            |
| Valaki a túloldalon                                      | Shirin                             | Dilan Gwyn               |
| A végső ítélet                                           | Grace Haverstock                   | Charlotte Kirk           |
| A végzet asszonya                                        | Tracie Tyler                       | Damaris Lewis            |
| Beckett                                                  | Lena                               | Vicky Krieps             |
| Boss Level – Játszd újra                                 | Alice                              | Annabelle Wallis         |
| Csillaghullás Alabamában                                 | Madison Belle                      | Ciara Hanna              |
| Diabolik (2021)                                          | Lady Eva Kant                      | Miriam Leone             |
| A Lármás család – A film                                 | Luna (hangja)                      | Nika Futterman           |
| Mátrix – Feltámadások                                    | Sati                               | Priyanka Chopra Jonas    |
| Mortal Kombat                                            | Allison                            | Laura Brent              |
| A nagy pénzrablás: Tokiótól Berlinig                     | Narrátor (hangja) Önmaga (Tokió)   | Úrsula Corberó           |
| Papíron jónak tűnt                                       | Andrea                             | Iliza Shlesinger         |
| Szabadság, egyenlőség, ínyencség                         | Saint-Genet grófnő                 | Marie-Julie Baup         |
| Szörnyella                                               | Anita Darling                      | Kirby Howell-Baptiste    |
| Vérvörös égbolt                                          | Gifty, stewardess                  | Petra Michelle Nérette   |
| Zsaru butik                                              | Valerie Young                      | Alexis Louder            |
| 365 nap: Ma                                              | Laura Torricelli                   | Anna-Maria Sieklucka     |
| 365 nap: Egy újabb nap                                   | Laura Torricelli                   | Anna-Maria Sieklucka     |
| Drága családunk                                          | Alessandra                         | Dharma Mangia Woods      |
| Egy éjszaka az óvodában                                  | Dorota                             | Masza Wagrocka           |
| A fenébe a szerelemmel is                                | Lisa                               | Bo Maerten               |
| Filmcsillag a barátnőm                                   | Olivia Allan                       | Samara Weaving           |
| Halál a Níluson                                          | Jacqueline De Bellefort            | Emma Mackey              |
| Lady Chatterley szeretője                                | Mrs. Flint                         | Ella Hunt                |
| A negyedik utas                                          | Lorena                             | Blanca Suárez            |
| Nincs baj, drágám                                        | Alice Chambers                     | Florence Pugh            |
| Noel naplója                                             | Noel Ellis                         | Essence Atkins           |
| Rohammentő                                               | Camille 'Cam' Thompson             | Eiza González            |
| Slayers - Vámpírvadászok                                 | Natalie                            | Ashley Reyes             |
| Scrooge: Karácsonyi ének                                 | Hela (hangja)                      | Sheena Bhattessa         |
| Szeretem a férjemet                                      | Josefine                           |                          |
| Szöszi                                                   | Gladys                             | Julianne Nicholson       |
| They/Them – Az átnevelő tábor                            | Sarah Kahan                        | Hayley Griffith          |
| Tini Titánok és Tini Szuperhősök: Káosz a multiverzumban | Macskanő                           | Cree Summer              |
| Titkos főhadiszállás / Apám, az Őr                       | Lily Kincaid                       | Jessie Mueller           |
| Toszkána                                                 | Sophie Gennera                     | Cristiana Dell'Anna      |
| Túl közel a Naphoz                                       | Sarah                              | Marine Vacth             |
| Autócska úr és a templomos lovagok                       | Karen                              | Maria Debska             |
| Banyaszelídítés 2                                        | Jagoda                             | Elzbieta Trzaskos        |
| Barbie                                                   | Barbie / Fizikus Barbie            | Emma Mackey              |
| A bostoni fojtogató                                      | Emmie                              | Kyra Weeks               |
| A csodák útján                                           | Dolly Hennessy                     | Agnes O'Casey            |
| Egyszer volt, hol nem volt, volt egyszer egy bűntény     | Hamupipőke                         | Yûko Araki               |
| Előző életek                                             | Nora                               | Greta Lee                |
| Ferrari                                                  | Linda                              | Sarah Gadon              |
| Hirtelen 70 / Mack és Rita                               | Mack                               | Elizabeth Lail           |
| Indiana Jones és a sors tárcsája                         | Mason ügynök                       | Shaunette Renée Wilson   |
| Kísértetkastély                                          | Alyssa                             | Charity Jordan           |
| Kivert kutyák                                            | Bella (hangja) Afgán agár (hangja) | Greta Lee Jaquita Ta'le  |
| Könnyen jött milliók                                     | Sharon                             | Hadar Ratzon Rotem       |
| M3gan                                                    | Nicole                             | Chelsie Preston Crayford |
| Manta, Manta: Padlógáz!                                  | Siri                               | Nilam Farooq             |
| Összevarrt szívek karácsonyra (Karácsonyi takaró)        | Lauren Sullivan                    | Alia DeSantis            |
| Priscilla                                                | Ann Beaulieu                       | Dagmara Dominczyk        |
| Quiz Lady                                                | Marge                              | Angela Trimbur           |
| Szerelem a levegőben                                     | Dana                               | Delta Goodrem            |
| Tini Nindzsa Teknőcök: Mutáns káosz                      | Szárnyszörny (hangja)              | Natasia Demetriou        |
| Tyler Rake: A kimenekítés 2                              | Mia                                | Olga Kurylenko           |
| Tyrone klónja                                            | Jojó                               | Teyonah Parris           |
| Vendég a francia kastélyban                              | Manon                              | Eugénie Anselin          |
| Bekövet a halál                                          | Nala                               | Ouidad Elma              |
| City Hunter                                              | Tsukino Seta                       | Ayame Misaki             |
| Egy cica 10 élete                                        | Rose (hangja)                      | Simone Ashley            |
| Garfield                                                 | Liz (hangja)                       | Dev Joshi                |
| Kettes számú esküdt                                      | Kendall Carter                     | Francesca Eastwood       |
| Légi csibészek                                           | Camila                             | Úrsula Corberó           |
| Lisa Frankenstein                                        | Taffy                              | Liza Soberano            |
| Lottóőrültek                                             | Maud                               | Paloma Coquant           |
| Magányos szívek menedéke                                 | Jesminder Malik                    | Heeba Shah               |
| Micimackó: Vér és méz 2                                  | Lexy                               | Tallulah Evans           |
| Nő a reflektorfényben                                    | Sarah                              | Kelley Jakle             |
| Nyakig a slamasztikában                                  | Mimmi                              | Sissela Benn             |
| Utódok: Vörös felemelkedése                              | Hamupipőke                         | Brandy Norwood           |
| A piszkos hadviselés minisztériuma                       | Marjorie Stewart                   | Eiza González            |
| Valami különös                                           | Yana                               | Caroline Menton          |
| Verseny a győzelemért                                    | Gloria                             | Lorenza Gibelli          |
| Vészjelzés                                               | Camilla                            | Liz Caribel              |
| Álomlista                                                | Zoe                                | Marianne Rendón          |
| Elefántos kaland                                         | Laeticia (hangja)                  | Anitta                   |
| Elio                                                     | Olga (hangja)                      | Zoe Saldaña              |
| Gyilkos randi                                            | Violet                             | Meghann Fahy             |
| Hatáskörön kívül                                         | Kira Wolkowa (Iriana)              | Lera Abova               |
| Már megint nem férek a bőrödbe                           | Waldman igazgató                   | X Mayo                   |
| Mickey 17                                                | Nasha Barridge                     | Naomi Ackie              |
| Násznaposok                                              | Zoe                                | Gigi Zumbado             |
| Az özvegy terve                                          | Sonia                              | Tania Fortea             |
| A szerelem fáj                                           | Sherry Reeber                      | Stephanie Sy             |

### Sorozat4
| Cím                               | Szereplő | Színésznő                           |
| --------------------------------- | --- | ----------------------------------- |
| Twin Peaks (3. szinkron)          | Jocelyn Packard | Joan Chen                           |
| Leo Mattei                        | Clara Besson | Samira Lachhab                      |
| Mr. Robot                         | Shayla Nico | Frances Shaw                        |
| Fekete tó                         | Hanne | Sarah-Sofie Boussnina               |
| A Lármás család                   | Lármás Luna | Nika Futterman                      |
| Háború és béke (2. szinkron)      | Mademoiselle Bourienne | Olivia Ross                         |
| A kijelölt túlélő                 | Emily Rhodes | Italia Ricci                        |
| A nagy pénzrablás                 | Tokió | Úrsula Corberó                      |
| Shinkailon                        | Mihara Futaba (hangja) | Sora Amamiya                        |
| Stranger Things                   | Kali | Linnea Berthelsen                   |
| Te                                | Guinevere Beck | Elizabeth Lail                      |
| Okko szállója                     | Fudzsivara Majuko (hangja) | Maiko Nomura                        |
| Az Esernyő Akadémia               | Allison Hargreeves | Emmy Raver-Lampman                  |
| A fiúk                            | Robin | Jess Salgueiro                      |
| Harcos                            | Penelope Blake | Joanna Vanderham                    |
| L: A Q generáció                  | Natalie 'Nat' Bailey | Stephanie Allynne                   |
| SEAL Team                         | Evelyn Hale | Ellyn Jameson                       |
| Szuperhőst nevelek                | Kat | Jazmyn Simon                        |
| Csecsebecsék                      | Moe Truax | Kiana Madeira                       |
| A Mandalóri                       | Carasynthia "Cara" Dune | Gina Carano                         |
| Miért ölnek a nők?                | April Warner | Sadie Calvano                       |
| Love, Death & Robots              | Beth (1. évad, 4. rész: Páncélos védelem) Hirald (2. évad, 4. rész: Snow a sivatagban)                                             | G. K. BowesZita Hanrot              |
| Locke & Key – Kulcs a zárját      | Jackie Veda | Genevieve Kang                      |
| A légikísérő                      | Gabrielle Diaz | Callie Hernandez                    |
| Lovecraft Country                 | Letitia 'Leti' Lewis | Jurnee Smollett                     |
| Mrs. America                      | Brenda Feigen-Fasteau | Ari Graynor                         |
| Az új pápa                        | Piros ruhás nő | Kika Georgiou                       |
| Senkik földje                     | Lorraine | Julia Faure                         |
| A sötétség titkai                 | Julie (2. évad, 5. rész: Az igazi Valentine) Chloe (2. évad, 6. rész: Szent Patrik nap) Tara (2. évad, 11. rész: Eszelős szerelem) | Anna Akana Jude Demorest Dana Drori |
| COBRA – A Válságstáb              | Audrey Hemmings | Alexa Davies                        |
| Aranykalitka                      | Nálán Ipekolu | Burcu Biricik                       |
| Disztópia                         | Chrissy | Maja Rung                           |
| Elcserélt élet                    | Bárbara Assunção Meirelles | Alinne Moraes                       |
| Háborgó szívek                    | Briana | Tania Vázquez                       |
| Az újonc                          | Ashley McGrady | Helena Mattsson                     |
| Shadow and Bone – Árnyék és csont | Tamar Kir-Bataar | Anna Leong Brophy                   |
| Titkok hálójában                  | Neva Seçkin | Basak Gümülcinelioglu Çitanak       |
| Y: Az utolsó férfi                | Christine | Jess Salgueiro                      |
| Vágyak/Valóság                    | Trina | Amber Goldfarb                      |
| Amazon: Ügyvéd                    | Jennifer Walters / Amazon | Tatiana Maslany                     |
| A baba                            | Nour | Seyan Sarvan                        |
| A császárné                       | Sarolta Mária | Josephine Thiesen                   |
| Daniel Spellbound, a mágiavadász  | Elyse (hangja) | Julie Sype                          |
| Az ember a rács mögött            | Beth Davenport | Lydia West                          |
| A partnerség nyomában             | Rachel Friedman | Alexandra Turshen                   |
| Így jártam apátokkal              | Hannah | Ashley Reyes                        |
| Éjjeli ügynök                     | Ellen | Eve Harlow                          |
| A hatalom                         | Roxy Monke | Ria Zmitrowicz                      |
| Lángoló test                      | Rosa Peral | Úrsula Corberó                      |
| A lány a maszk mögött             | Kim Momi | Lee Han-byul                        |
| Special Ops: Lioness              | Aaliyah | Stephanie Nur                       |
| Suburræterna                      | Nadia Gravoni | Federica Sabatini                   |
| Antracit                          | Giovanna | Camille Lou                         |
| Brigantik                         | Michelina | Matilda Anna Ingrid Lutz            |
| Citadel: Diana                    | Diana Cavalieri | Matilda De Angelis                  |
| Az élet, amit akartál             | Eva | Bellarch                            |
| Robbanó cicák                     | Greta (hangja) | Ally Maki                           |
| A Sakál napja                     | Nuria | Úrsula Corberó                      |
| Hunyadi                           | Giulietta Di Brienza | Elena Rusconi                       |
| Kakegurui                         | Kira | Clara Alexandrova                   |
| Minden zsaru rohadék: A sorozat   | Marta | Valentina Bellè                     |
| Ransom Canyon                     | Ellie Catawnee | Marianly Tejada                     |
| A vihar túlélői                   | Olivia | Jessica De Gouw                     |
| Kórházi történetek                | Dra. Natalia Romero | Marina Lozano                       |

## Díjai és kitüntetései
- Soós Imre-díj (2016)
- Príma díj Bács-Kiskun Megyei – Színház- és filmművészet kategóriában (2015)